# Necessitudo
Il termine latino necessitudo  non si riscontra prima dell'età classica quando è frequente nell'epistolografia e nelle opere di oratoria come in quelle di Cicerone.
La parola richiama quella di necessitas con cui tende a confondersi ma, mentre in ambedue i termini è presente il significato di qualcosa di necessario a cui non si può sfuggire, il lemma necessitudo acquista valore proprio nell'uso specifico riguardante i rapporti di parentela destinatari degli officia:
La valenza del termine necessitudo viene confermata da Sesto Pompeo Festo:
Il concetto della necessitudo  in alcuni casi riguarda non solo coloro che sono legati da vincoli di parentela di consanguineità o affinità ma anche la familiaritas o l'amicitia impongono ineludibili prestazioni d'aiuto e conforto  nei confronti di quelli con cui esiste un legame affettivo.

## Necessitudoebenevolentia
Quando la necessitudo va oltre il suo campo d'applicazione più specifico, quello della parentela, e deborda in quello dell'amicitia,  viene talora associata con la benevolentia.
Ma mentre la necessitudo implica doverosi rapporti di aiuto e sostegno reciproco, la benevolentia si caratterizza per la libertà del rapporto affettivo che si traduce nel fare altruisticamente del bene a colui con cui si è legati da amicitia:
Se però la benevolentia non implica la doverosità di prestare officia come nei casi di parentela, tuttavia anch'essa, che è espressione di un libero sentimento, come quello dell'amicizia, implica qualcosa che viene sentito come obbligatorio se si vuole fondare o mantenere il rapporto d'amicizia: se il bene nel confronto dell'amico lo si farà liberamente si tratterà di prestazioni di beneficia, se lo si farà per non rompere l'amicizia allora si tratterà di dare officia.